# Melanterita
La melanterita es un mineral  de la clase 07 (sulfatos) según la clasificación de Strunz. Su nombre proviene del griego y hace alusión a que su mezcla con taninos producía un tinte negro comúnmente usado en la antigüedad.

## Descubrimiento y etimología
Dioscórides en 50 a. C. fue el primero en hacer mención escrita de este mineral. Su descripción moderna se debe a  René Just Haüy que en 1801 lo llamó fer sulfaté (hierro sulfatado);  François Sulpice Beudant en 1832 le dio el nombre de «melanteria» (mélanterie, del griego μελαντηρία, melanteria o rosácea). La raíz de la palabra μελας mélas ya designa el sulfato de hierro, así como su derivado melanteria.
No fue hasta 1850 que el término melanterita (mélantérite) será finalmente acuñado por Haidinger.

## Formación y yacimientos
Es un mineral secundario resultado de la oxidación de sulfuros de hierro, formándose en yacimientos por precipitación meteórica en disoluciones que empapan rocas ricas en sulfuros de hierro, especialmente en presencia de pizarras alumínicas y carbón. Es inestable en condiciones atmosféricas normales.

## Minerales asociados
Suele encontrarse aasociado a: pirrotina, pirita, farmacolita, etc.

## Utilización
Antiguamente para tintar pieles. Mineral de interés coleccionista.